# Union de la gauche pour la démocratie socialiste
L'Union de la gauche pour la démocratie socialiste (União da esquerda para a democracia socialista, UEDS) est un ancien parti politique de gauche portugais fondé en janvier 1978. Il est issu de l'Association de la culture socialiste - la fraternité des travailleurs, une organisation regroupant des indépendants proches du Parti socialiste portugais.
Alliée au PS et à l'Action sociale-démocrate indépendante au sein du Front républicain et socialiste lors des élections législatives de 1980 et 1983, l'UEDS obtient lors de ces deux scrutins l'élection de quatre députés. L'UEDS finit par rallier collectivement le PS dans la perspective des élections présidentielles de 1986.